# Karl Kössler
Karl Kössler (* 10. Oktober 1924 in Zwittau) ist ein deutscher Maschinenbau-Ingenieur und ehemaliger Leiter des Luftfahrt-Bundesamtes.

## Leben
Kössler legte während des Zweiten Weltkriegs in seiner Heimatstadt das Abitur ab und erlernte das Fliegen mit dem Erwerb des Luftfahrerscheins L1. Er trat als Offiziersanwärter der Luftwaffe bei, konnte aber die angestrebte Pilotenlaufbahn aufgrund einer Sehschwäche nicht absolvieren und wurde zur Flak versetzt, wo er bei Kriegsende den Rang eines Fähnrichs innehatte. Nach dem Krieg studierte von 1946 bis 1950 Maschinenbau TH München und war Mitbegründer der dortigen Akaflieg. Er arbeitete als Konstrukteur bei BMW und danach als Versuchsingenieur bei der Auto Union in Ingolstadt. Im Jahr 1956 begann Kössler seine Tätigkeit bei Dornier, wo er in der Versuchsabteilung tätig war. Er war beteiligt an der Entwicklung der Typen Dornier Do 27, Do 28 B, Do 29, Do 31 und Do 32 und nach dem Erwerb der Berufspilotenlizenz auch an deren Erprobung. Bei einem Unfall bei den Tests mit der Do 32 verletzte Kössler sich zwei Halswirbel. Am 21. April 1964 führte er mit dem Reglerversuchsgestell der Do 31 den Erstflug durch, der ihm den Eintritt in die Society of Experimental Test Pilots ermöglichte. Von 1959 bis 1969 war Kössler außerdem Fluglehrer beim Luftsportclub Friedrichshafen.
1969 wechselte Kössler zum Luftfahrt-Bundesamt (LBA), zunächst als Referent für die Musterzulassung von Flugzeugen und Drehflüglern. Von 1971 bis zu seinem Ruhestand 1987 leitete er das LBA. Er war sein dritter Leiter seit der Gründung. Kurz nach seinem Amtsantritt wurde das Personal des Amtes als Konsequenz aus dem Paninternational-Flugunfalls bei Hasloh, bei dem 22 Personen ums Leben kamen, um 21 Mitarbeiter aufgestockt. Ein Bundestagsuntersuchungsausschuss hatte festgestellt, dass das Bundesamt den Anforderungen des zunehmenden Luftverkehrs nicht mehr gewachsen gewesen war. Kössler betätigte sich auch als Autor zu Luftfahrtthemen und gehört der „Arbeitsgemeinschaft Deutsche Luftfahrthistorik“ an. Außerdem war er fünf Jahre Präsident der Oskar Ursinus Vereinigung und ist langjähriges Präsidiumsmitglied und Vorsitzender des Aufnahmeausschusses der „Traditionsgemeinschaft Alte Adler e. V.“ Im Jahr 2007 wurde er zu deren Ehrenmitglied ernannt.

## Werke
- Transporter – wer kennt sie schon! (Die Kennzeichen der Transportfliegerverbände der Luftwaffe von 1937–1945), Alba, Düsseldorf 1976, ISBN 978-3-87094-410-0
- mit Günther Ott: Die großen Dessauer: Junkers Ju 89, Ju 90, Ju 290, Ju 390, Aviatic 1993, ISBN 978-3-925505-25-6